# نتافیم
نتافیم (انگلیسی: Netafim) شرکت خدمات کشاورزی اسرائیلی است، که درسال ۱۹۶۵ تأسیس شد.